# Åviken
Åviken är en sjö i Skellefteå kommun i Västerbotten och ingår i Mångbyåns huvudavrinningsområde. Sjön har en area på 0,175 kvadratkilometer och ligger 3 meter över havet. Åviken ligger i Gärdefjärden Natura 2000-område. Sjön avvattnas av vattendraget Mångbyån.

## Delavrinningsområde
Åviken ingår i det delavrinningsområde (715394-176486) som SMHI kallar för Inloppet i Gärdefjärden. Medelhöjden är 15 meter över havet och ytan är 2,15 kvadratkilometer. Räknas de 16 avrinningsområdena uppströms in blir den ackumulerade arean 119 kvadratkilometer. Avrinningsområdets utflöde Mångbyån mynnar i havet. Avrinningsområdet består mestadels av skog (25 procent), öppen mark (24 procent) och jordbruk (40 procent). Avrinningsområdet har 0,17 kvadratkilometer vattenytor vilket ger det en sjöprocent på 7,9 procent.